# Montgaillard (Aude)
Montgaillard település Franciaországban, Aude megyében. Lakosainak száma 37 fő (2022. január 1.). Montgaillard Dernacueillette, Duilhac-sous-Peyrepertuse, Maisons, Massac, Padern, Rouffiac-des-Corbières és Tuchan községekkel határos.

## Népesség
A település népességének változása:
| Lakosok száma | 44   | 34   | 51   | 56   | 53   | 47   | 42   | 39   | 38   | 37   |
|               | 1968 | 1982 | 1999 | 2006 | 2011 | 2015 | 2017 | 2018 | 2020 | 2022 |